# 有声口蓋垂ふるえ音
有声口蓋垂ふるえ音 [ʀ] は、子音の種類の一つで、後舌面を口蓋垂に近づけて呼気によってふるわせて出す音。 有声口蓋垂摩擦音 [ʁ] の音色はややふるえ音的になる傾向があるが、口蓋垂ふるえ音との大きな違いは、[ʁ] は後舌面が平らかやや盛り上がって調音されるのに対し、[ʀ] は後舌面をへこませてできた縦方向の溝の中で口蓋垂が振動する、ということである。

## 特徴
- 気流の起こし手 - 肺臓気流機構からの呼気。
- 発声 - 声帯の振動を伴った有声音。
- 調音
  - 調音位置 - 後舌背と口蓋垂による口蓋垂音。
  - 調音方法
    - 口腔内の気流 -
    - 調音器官の接近度 - 瞬間的な閉鎖と開放を繰り返すふるえ音。
    - 口蓋帆の位置 - 口蓋帆を持ち上げて鼻腔への通路を塞いだ口音。

## 言語例
フランス語や現代ドイツ語で現れる。ヨーロッパ以外ではまれで、アブハズ語等で見られる。また、ラテン語や古代ギリシャ語でも見られた。また、ユダヤ人の方言でしばしば /r/ はこの音で発音され、ユダヤ系の血を引くレーニンはロシア語の р (r) を口蓋垂ふるえ音で発音したことで有名。無声口蓋垂ふるえ音は、フランス語で子音の前後に現れる。

## 発生

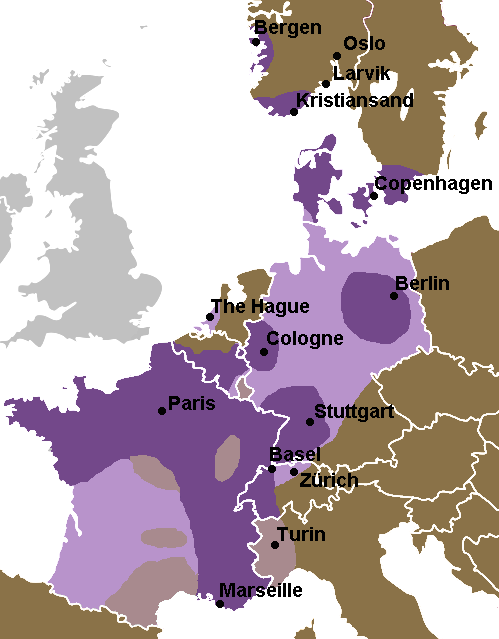
20世紀半ばのヨーロッパにおける口蓋垂音のr （ など）の分布。
not usual

音声学記事の索引